# 리키 램버트
리키 리 램버트(영어: Rickie Lee Lambert, 1982년 2월 16일 ~ )는 잉글랜드의 전 축구 선수로 포지션은 스트라이커이다.